# Federazione calcistica dell'Austria

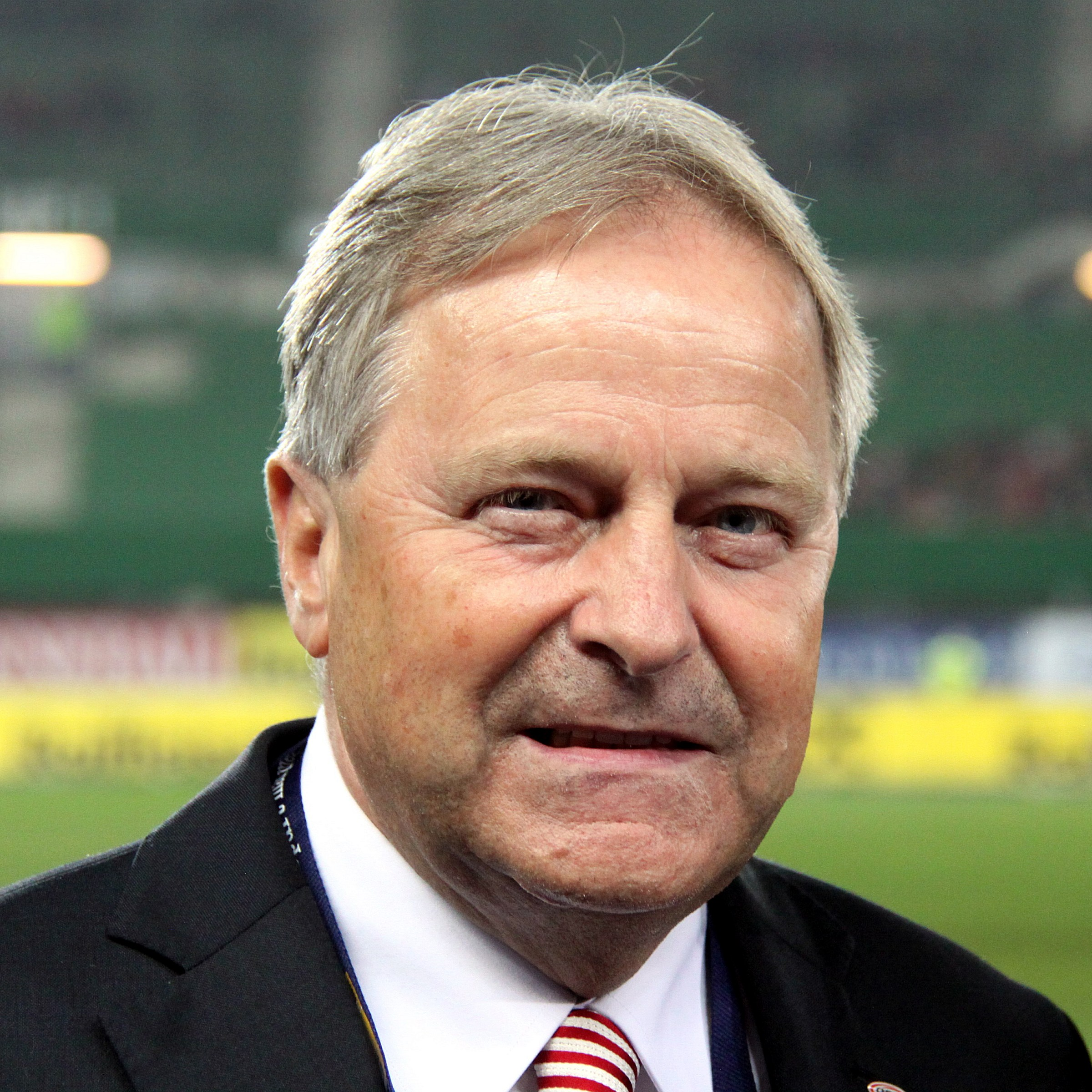
Il Presidente Leo Windtner.

La Federazione calcistica dell'Austria (in tedesco Österreichischer Fußball-Bund, acronimo ÖFB) è l'organo di organizzazione e controllo del calcio in Austria. Ha sede a Vienna. Ogni anno organizza i vari campionati di calcio professionistico, come la Bundesliga, e la Coppa Nazionale. Controlla ed organizza l'attività della squadra nazionale. Divenne membro FIFA nel 1905 ed entrò nella UEFA nel 1954.

## La federazione
La federazione venne fondata all'epoca in cui l'Austria faceva parte dell'Impero austro-ungarico, nel 1904, a Vienna, dove ha tuttora sede presso l'Ernst Happel Stadion. L'ÖFB è dal 1907 membro della FIFA e dal 1954 membro esecutivo dell'UEFA.
L'ÖFB organizza diverse competizioni: tra queste le più importanti sono la Bundesliga e la coppa nazionale. La stagione del Campionato di calcio austriaco, la cui prima edizione si svolse nel 1912 con la vittoria del Rapid Vienna, è molto lunga ed articolata: si svolge infatti da luglio di un anno al giugno dell'anno successivo.
Dal 7 aprile 2002 la federazione è presieduta da Friedrich Stickler. Segretario generale è Alfred "Gigi" Ludwig e vice presidente Kurt Ehrenberger.
Durante l'anno 2004 la federazione contava circa 285.000 iscritti, inclusi gli associati alla federazione femminile, suddivisi in 2.309 società. Cosicché la federazione calcistica risulta essere la maggiore organizzazione sportiva del Paese.

## Storia
Nell'anno 1894 nacque la prima società calcistica austriaca, il First Vienna Football Club. La federazione nazionale venne creata nel 1904. Pur essendo politicamente soggetta ad uno stato sovranazionale, l'Austria (e così anche Ungheria e Cecoslovacchia) scelse di fondare una propria federazione calcistica sul modello delle federazioni britanniche che, pur unite sotto un'unica corona, diedero vita a quattro distinti soggetti calcistici.
Tre anni dopo, nel 1907, l'ÖFB faceva il suo ingresso nella federazione internazionale, di cui ospitò nel 1908 il quinto congresso.

Il Wunderteam ai Mondiali del 1934

Il punto più alto della storia del calcio in Austria coincise con i primi anni trenta, gli anni in cui la squadra nazionale, all'epoca allenata da Hugo Meisl, si guadagnò il soprannome di Wunderteam (squadra delle meraviglie), arrivando a vincere una Coppa Internazionale e a disputare una finale olimpica nel 1936, a tutt'oggi l'unica finale disputata dall'Austria in una competizione internazionale di rilievo.

La tradizione del Wunderteam venne momentaneamente rinverdita nel mondiale svizzero del 1954, nel quale l'Austria si classificò al terzo posto, sconfitta unicamente dai futuri campioni del mondo della Germania Ovest in semifinale. Questo risultato costituisce per gli austriaci il migliore piazzamento di sempre nella competizione iridata.
Le altre partecipazioni ai mondiali sono datate 1978, 1982 (quando arrivò al secondo turno, in entrambi i casi disputato a gironi), 1990 e 1998, venendo eliminata al primo turno.

## Euro 2008

Euro2008 - Le sedi di gara

Alla federazione austriaca, in associazione con quella svizzera, è stata assegnata l'organizzazione del Campionato europeo di calcio del 2008.
La fase a gironi si è disputata dal 7 al 18 giugno 2008. I quarti si sono disputati tra il 19 e il 22 giugno e le semifinali il 25 e il 26 giugno. La finale è stata disputata allo stadio di Vienna, il 29 giugno 2008, con la vittoria della Spagna sulla Germania.